# Anthurium cultrifolium
Anthurium cultrifolium är en kallaväxtart som beskrevs av Heinrich Wilhelm Schott. Anthurium cultrifolium ingår i släktet Anthurium och familjen kallaväxter. Inga underarter finns listade.